# Stollhofener Platte
Die Stollhofener Platte ist die südlichste naturräumliche Untereinheit (223.1) der Haupteinheit Hardtebenen (223) innerhalb der Oberrheinischen Tiefebene. Sie umfasst eine überwiegend bewaldete Niederterrassenebene, die im Landkreis Rastatt und im Stadtkreis Baden-Baden in Baden-Württemberg liegt.

## Abgrenzung
Die Stollhofener Platte ist rund 15 Kilometer lang und 3 bis 4 Kilometer breit. Der nordöstlichste Punkt der Untereinheit liegt im Süden der Rastatter Stadtgebiets, die südwestlichste Ecke befindet sich beim Ortsteil Stollhofen der Gemeinde Rheinmünster. Die Gemarkungen der Gemeinden Iffezheim und Hügelsheim sowie des Baden-Badener Stadtteils Sandweier liegen zum Teil auf der Stollhofener Platte.
Angrenzende Unter- oder Teileinheiten sind:
- Die Oos-Murg-Federbach-Niederung (223.51) im Nordosten umfasst den Schwemmkegel der Murg sowie einen Teil der Kinzig-Murg-Rinne, einer Senke am Rand der Rheinebene, die etwas tiefer als die Stollhofener Platte liegt.
- Die Bühler Niederung (210.31) grenzt mit der südlichen Fortsetzung der Kinzig-Murg-Rinne, einem Bruchgebiet westlich von Baden-Oos, an die Stollhofener Platte.
- Das Lichtenauer Dünenfeld (210.1) bildet im Südosten und Süden die Grenze der Stollhofener Platte. Es umfasst zum einen das ebenfalls zur Kinzig-Murg-Rinne gehörende Bruchgebiet um Schiftung und Leiberstung, zum anderen eine Senke südlich der Stollhofener Platte, die vom Sulzbach durchflossen wird.
- Das zur Plittersdorfer Rheinaue (222.31) im Südwesten gehörende Gebiet gehörte bis in die 1970er Jahre überwiegend zum Überflutungsgebiet des Rheins und wird heute vom Polder Söllingen/Greffern genutzt.
- Die Rastatter Rheinniederung (222.41) im Westen und Nordwesten beginnt beim Ortsteil Söllingen von Rheinmünster und weitet sich nach Norden zum Rastatter Ried auf. Es handelt sich überwiegend um landwirtschaftlich genutzte Flächen in der eingedeichten Rheinniederung. Die Grenze zwischen Rheinniederung und Stollhofener Platte wird von einem Hochgestade mit einem Höhenunterschied von vier Meter im Süden und rund acht Meter im Norden markiert.

## Naturraum
Die Stollhofener Platte ist nahezu völlig eben und steigt gegen Osten und Norden schwach an. Im Norden wurden bis zu 21 Meter hohe Dünen aufgeweht. Untersuchungen mittels eines Digitalen Geländemodells zeigten auf, dass auch am Süd- und Ostrand des Gebiets überprägte Dünenrelikte liegen. Auf der Platte sind etwa ein Meter tiefe, stark verwaschene und meist von Südwest nach Nordost ausgerichtete Erosionsrinnen zu finden, die wahrscheinlich nach der Ablagerung der Dünen entstanden. Derartige Rinnen fehlen in den umliegenden Teilen des Rheingrabens, möglicherweise entstanden sie bei einem kurzen, heftigen Ereignis.
Es gibt nur wenige Gewässer. Der Sandbach quert die Stollhofener Platte von Südost nach Nordwest. Es wird vermutet, dass der Sandbachlauf im 14. oder 15. Jahrhundert künstlich angelegt wurde, um die östlich angrenzende Kinzig-Murg-Rinne besser zu entwässern. Innerhalb der Stollhofener Platte fließen dem Sandbach der Schwarze Graben (Unterlauf des Schinlingrabens) und der Hardtgraben (auch Feldgraben) zu; zwei Gräben, die ebenfalls zur Entwässerung von Gebieten in der Kinzig-Murg-Rinne angelegt wurden. Der Hardtgraben wurde 1855 durch weitergehende Entwässerungsmaßnahmen funktionslos und liegt seitdem trocken. Im Norden der Stollhofener Platte liegen mehrere Baggerseen, die durch Kiesabbau entstanden sind.
Der Grundwasserspiegel liegt im Mittel acht Meter unter der Bodenoberfläche. Die Niederschläge betragen weniger als 800 mm pro Jahr. Die Böden sind sandig-kiesig bis sandig-lehmig und sehr trocken. Ohne menschliche Eingriffe würde auf der Stollhofener Platte ein Eichen-Hainbuchenwald wachsen.

## Nutzung

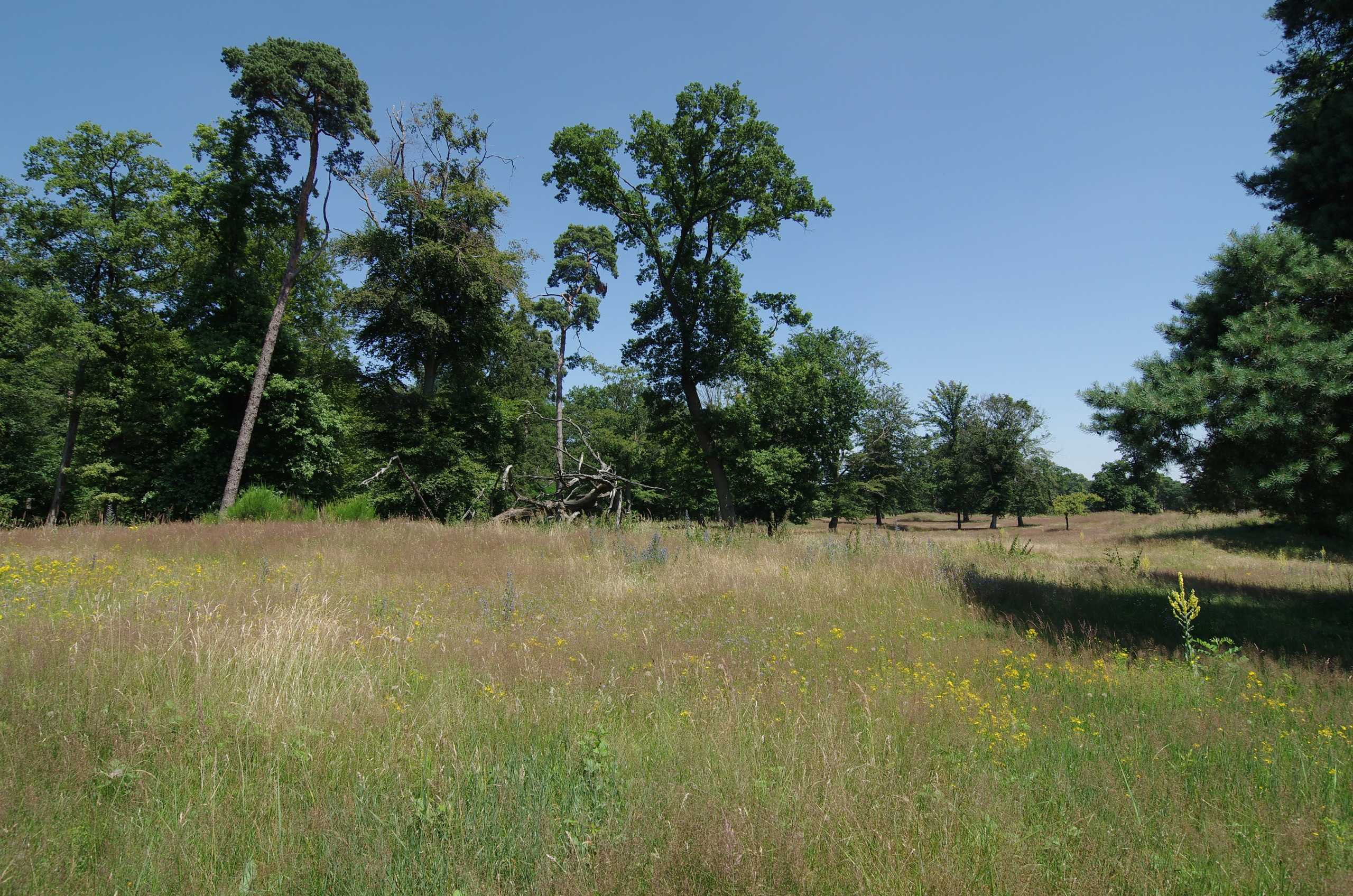
Naturschutzgebiet Sandheiden und Dünen bei Sandweier und Iffezheim

Alle Siedlungen liegen am Rand der Stollhofener Platte. Der Westrand der Untereinheit ist gerodet; hier werden auf kalkhaltigen Feinsanden Spargel, Baumobst, Getreide und Feldgemüse, früher auch Tabak sowie Hanf, angebaut. In Hügelsheim wird auch Topinambur angepflanzt. Der Anbau von Getreide und Hackfrüchten ist nicht mehr rentabel.
Der weit überwiegende Teil der Stollhofener Platte wird von Kiefernwald und Kiefern-Laub-Mischwald eingenommen. Im Südosten des Gebiets liegen der Bannwald sowie der Oberwald (auch Hartwald); im Norden der Niederwald, der früher militärisch genutzt wurde. In den Waldgebieten haben sich ausgedehnte Wölbäckerfluren erhalten. Es wird angenommen, dass Rodungen auf der Stollhofener Platte im Westen um 1000 einsetzten und sich im 11. und 12. Jahrhundert nach Osten ausdehnten. Der heutige Wald entstand zum Teil durch Aufforstungen, zum Teil durch natürliche Sukzession, nachdem die nährstoffarmen und trockenen Ackerflächen als Folge der zahlreichen Kriege der frühen Neuzeit und des damit verbundenen Bevölkerungsrückgangs brach gefallen waren.
Im Dezember 1951 wurden rund 670 Hektar Land beschlagnahmt, um bei Hügelsheim und Söllingen einen NATO-Flugplatz zu bauen. Zunächst Basis der kanadischen Luftwaffe, dient das Gelände seit dem Ende des Kalten Kriegs als Flughafen Karlsruhe/Baden-Baden der zivilen Luftfahrt.
Flächen südlich des Flughafens wurden 1998 als Naturschutzgebiet Stollhofener Platte unter Schutz gestellt; 2011 folgte das Naturschutzgebiet Sandheiden und Dünen bei Sandweier und Iffezheim im Norden des Naturraums.